# Lemahmakmur
Lemahmakmur is een bestuurslaag in het regentschap Karawang van de provincie West-Java, Indonesië. Lemahmakmur telt 3757 inwoners (volkstelling 2010).